# Método justo a tiempo

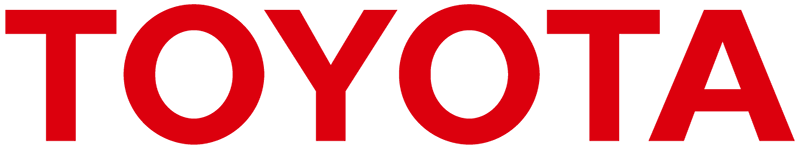
Logo de Toyota.

El método justo a tiempo, conocido por las siglas JIT (del Inglés just-in-time), es un sistema de organización de la producción para las fábricas, de origen japonés. También llamado método Toyota, permite reducir costos, especialmente de inventario de materia prima, partes para el ensamblaje, y de los productos finales.  La esencia de JIT es que los suministros llegan a la casa, o los productos al cliente,  "justo a tiempo", eso siendo poco antes de que se usen y solo en las cantidades necesarias.  Esto reduce o hasta elimina la necesidad de almacenar y trasladar la materia prima del almacén a la línea de producción (en el caso de una fábrica).  El JIT puede ser tan preciso que las partes automotrices lleguen a la casa el mismo día que se instalan, saliendo de la línea de producción a demanda.
El Método Justo a Tiempo (JIT, por sus siglas en inglés) es una estrategia de gestión de inventarios en el campo de la logística. Su objetivo es asegurar que los materiales necesarios lleguen a la línea de producción exactamente en el momento en que se necesitan, evitando así la acumulación indeseada de inventario.

## Síntesis
El método JIT permite reducir el costo de la inversión en inventarios, y por pérdidas en almacenes debido a acciones innecesarias. Para los clientes del productor, no se produce bajo suposiciones, sino sobre pedidos reales. Una definición del objetivo del Justo a Tiempo sería:

«tener a la mano los elementos que se necesitan, en las cantidades que se necesitan, en el momento en que se necesitan».

La producción del JIT es simultáneamente una filosofía y un sistema integrado de gestión de la producción, que evolucionó lentamente a través de un proceso de prueba y error a lo largo de un período de más de 15 años. En las fábricas japonesas se estableció un ambiente adecuado para esta evolución desde el momento en que dio a sus empleados la orden de que “eliminaran el desperdicio”. El desperdicio puede definirse como:

"cualquier cosa distinta de la cantidad mínima de equipamiento, materiales, partes, espacio y tiempo, que sea absolutamente esencial para añadir valor al producto" (Suzaki, 1985).

Para el desarrollo del JIT no hubo ningún plan maestro ni ningún borrador. Taiichi Ohno, su creador, describe el desarrollo del JIT del siguiente modo: 

"...al intentar aplicarlo, se pusieron de manifiesto una serie de problemas. A medida que estos se aclaraban, me indicaban la dirección del siguiente movimiento. Creo que sólo mirando hacia atrás, somos capaces de entender cómo finalmente las piezas terminaron encajando...".

Los sistemas de JIT han tenido un auge sin precedentes durante las últimas décadas. Así, después del éxito de las compañías japonesas durante los años que siguieron a la crisis de los 70, investigadores y empresas de todo el mundo centraron su atención en una forma de producción que, hasta ese momento, se había considerado vinculada con las tradiciones tanto culturales como sociales de Japón y, por tanto, muy difícil de implantar en                                                                                                                                   industrias no japonesas. Sin embargo más tarde quedó demostrado que, si bien la puesta en práctica de los principios y técnicas que sostenían los sistemas de producción JIT requerían un profundo cambio en la filosofía de producción, no tenían como requisito imprescindible una forma de sociedad específica.  

## Fundamentos del proceso

### Recursos flexibles
La flexibilidad en los recursos, materializada en el empleo de trabajadores versátiles y de máquinas multiuso, fue uno de los primeros elementos en ser ajustado. Mediante el estudio de movimientos y tiempos, Ohno observó que los ciclos de trabajo de las máquinas y de los operarios que las manejaban eran muy diferentes. Con frecuencia, el empleado debía esperar un cierto tiempo mientras la máquina realizaba su función.
Surgió así la idea de que un solo operario podía manejar varias máquinas. Para facilitar la puesta en práctica, las máquinas se colocaban en paralelo o en forma de L. Al aumentar paulatinamente el número de máquinas a cargo de cada empleado, estas se acabaron colocando en forma de U, donde el principio y el final de la línea están juntos. Al principio todas las máquinas eran del mismo tipo. Posteriormente, la variedad de la maquinaria que manejaba cada operario se fue ampliando. Resultó preciso, por lo tanto, formar y preparar a los trabajadores para realizar distintos tipos de tareas, y crear al efecto programas de rotación de puestos específicos. También fue necesario efectuar modificaciones en las máquinas. Hubo que instalar mecanismos que detuvieran las máquinas automáticamente una vez que su trabajo hubiera concluido. 
También se idearon fijaciones que facilitaban la labor, de forma que no fuera necesario desplazarse cuando hiciera falta. La versatilidad de los empleados estimuló la adquisición de maquinaria de uso múltiple, que redujo los desplazamientos de los empleados, así como la dificultad de adaptación de las máquinas a diversos usos y los periodos de espera para que las otras máquinas estuvieran disponibles. Importante tomar en cuenta cada uno de los elementos.

### Distribución en planta celular
Las células agrupan máquinas de diversos tipos para elaborar piezas de forma similar o con requerimientos de procesamiento parecidos. La organización de la maquinaria en cada célula recuerda a una cadena de montaje, normalmente en forma de U. El trabajo se desplaza por la célula de un proceso a otro, mientras los empleados siguen un camino establecido. La forma en que las células se distribuyen facilita la producción simultánea de diferentes productos, y permite que problemas derivados de las variaciones en el volumen de producción puedan ser resueltos incorporando más personal a la célula. Como en cada célula se elaboran artículos similares, el tiempo de adaptación de las máquinas es pequeño y el tamaño de los lotes de producción puede disminuir.

### Sistemapullo de arranque
Uno de los grandes problemas a los que se enfrentan las empresas, particularmente las automovilísticas, es la coordinación entre la producción, entrega de materiales, partes con la elaboración de ensamblados parciales y las necesidades de la cadena de montaje. Tradicionalmente, los inventarios se han empleado como elemento amortiguador de los fallos de coordinación. La respuesta de la producción JIT al problema fue el sistema pull o de arranque. 
Este sistema requiere invertir el habitual flujo proceso-información, que caracteriza al tradicional sistema push o de empuje. En este último, se elabora un programa que establece la labor a realizar para cada una de las estaciones de trabajo, cada una de las cuales “empuja” posteriormente el trabajo ya realizado hasta la siguiente etapa. Sin embargo, en el sistema pull los trabajadores retroceden hasta la estación anterior para retirar de ella los materiales y partes que necesitan para procesarlos inmediatamente. Cuando se retira el material, los operarios de la estación previa saben que ha llegado el momento de comenzar a producir para reemplazar la producción retirada por la siguiente estación. Si la producción no se retira, los empleados de la estación previa detienen su labor. De este modo se evita tanto el exceso como el defecto en la producción. Se produce solo lo necesario, entendiendo como tal no lo que viene establecido en un plan, sino lo que los consumidores demandan. Para controlar mejor el funcionamiento del sistema, se consideró necesario establecer un mecanismo de formalización, denominado sistema de Kanban (en japonés, tarjetas).
Producir en lotes pequeños resulta atractivo desde dos perspectivas. Por un lado, se necesita menos espacio y se movilizan menos recursos, la distancia entre los procesos puede ser reducida, y con ella el coste de transporte interno entre estaciones. Por otro, la reducción de los niveles de inventario hace que los procesos se vuelvan más interdependientes, lo que permite detectar y resolver rápidamente los problemas.

### Reducción de los tiempos de fabricación y minimizado de los tiempos de entrega
Los problemas comerciales de toma de pedidos desaparecen cuando se conoce la respuesta de fabricación. No se escatima en maquinaria de producción. Se trabaja acorde a los tiempos de trabajo, nada más. Se reduce el tiempo de terminación (lead time en inglés) de un producto, el cual está integrado por cuatro componentes:
- El tiempo de movimiento, que se reduce acercando las máquinas, simplificando los desplazamientos, estableciendo rutas más racionales o eliminando la necesidad de desplazar materiales.
- El tiempo de espera, que puede mejorarse programando mejor la producción e instalando más capacidad.
- El tiempo de adaptación de las máquinas: es con frecuencia el gran cuello de botella al que se enfrentan las empresas, y su reducción constituye uno de los elementos vitales del sistema JIT.
- El tiempo de procesamiento, que puede reducirse disminuyendo el tamaño de los lotes o incrementando la eficiencia de la maquinaria o los operarios.

### Minimizar elstock
Reducir el tamaño del stock también obliga a una muy buena relación con los proveedores y subcontratistas, y además así ayuda a disminuir en gran medida los costes logísticos (Costos de ordenamiento, almacenamiento y mantenimiento).

### Tolerancia cero a errores
Nada debe fabricarse sin la seguridad de poder hacerlo sin defectos, pues los defectos tienen un coste importante y además con los defectos se tiene entregas tardías, y por tanto se pierde el sentido de la filosofía JIT

### Metodología 5S
La metodología 5S tiene por objetivo la creación de lugares de trabajo más organizados, ordenados, limpios y seguros. Mediante su conocimiento y aplicación se pretende crear una cultura empresarial que facilite, por un lado, el manejo de los recursos de la empresa, y por otro, la organización de los diferentes ambientes laborales, con el propósito de generar un cambio de conductas que repercutan en un aumento de la productividad. Incide directamente en la forma en que los obreros realizan su trabajo.
Representan principios básicos japoneses, cuyos nombres empiezan con la letra S:
1. Seiri (Clasificar)
2. Seiton (Orden)
3. Seiso (Limpieza)
4. Seiketsu (Estandarizar).
5. Shitsuke (Disciplina)

### Cero paradas técnicas
Se busca que las máquinas no tengan averías, ni tiempos muertos en recorridos, ni tiempos muertos en cambio de herramientas.

### Adaptación rápida de la maquinaria, o sistema SMED
El sistema SMED (del inglés Single-minute exchange of die) permite reducir el tiempo de cambio de herramientas en las máquinas aportando ventajas competitivas para la empresa. Los principios sobre los que se basa el sistema son los siguientes:
1. Separar la adaptación interna de la externa. La interna es aquella que se ha de realizar cuando la máquina está detenida. La externa, aquella que puede realizarse anticipadamente, mientras la máquina está aún funcionando. Para cuando la máquina haya terminado de procesar un lote, es necesario que los operarios hayan realizado la adaptación externa, y estén preparados para llevar a cabo la interna. Solo esta idea puede ahorrar el 30-50% del tiempo.
2. Convertir la adaptación interna en externa. Ello implica asegurarse de que todas las condiciones operativas (reunir herramientas, calentar los moldes, etc.) se cumplen antes de detener la maquinaria.
3. Simplificar todos los aspectos de la adaptación. Las actividades de adaptación externa pueden mejorarse organizando adecuadamente el lugar de trabajo, situando las herramientas cerca de los lugares donde se emplean y llevando a cabo labores de mantenimiento preventivo sobre la maquinaria. Las actividades de adaptación interna pueden reducirse simplificando o eliminando los ajustes.
4. Realizar las actividades de adaptación en paralelo, o eliminarlas totalmente. Añadir una persona extra al equipo de adaptación puede reducir sensiblemente el tiempo de configuración. En muchos casos, el tiempo que tardan dos personas en hacer un trabajo es muy inferior a la mitad de lo que tardaría una sola.

Para analizar objetivamente el proceso de adaptación es útil confiar la labor de mejora a un equipo en el que colaboren operarios e ingenieros. Suele ser útil grabar en vídeo los procesos para intentar mejorarlos. Se puede recurrir a aplicar los estudios de tiempos y movimientos. Una vez ideadas las mejoras en los procedimientos, será necesario practicar hasta que se logre aplicarlos perfectamente.

### Metodología TPM
El Mantenimiento productivo total (TPM, del inglés Total Productive Maintenance) es una adaptación del Mantenimiento Productivo occidental, al que los japoneses han añadido la palabra “Total” para especificar que el conjunto del personal de producción debe estar implicado en las acciones de mantenimiento y, asimismo, que deben ser integrados los aspectos relacionados con el mantenimiento de equipos, preparación de equipos, calidad, etc., que tradicionalmente se trataban de forma separada. Esta situación genera en los operarios un ambiente de responsabilidad en relación con la seguridad y el funcionamiento de su puesto de trabajo, involucrando a los trabajadores en tareas de mantenimiento, induciéndolos a prevenir averías y, en definitiva involucrándoles en el objetivo más general de la mejora continua.
Este enfoque de mantenimiento puede ponerse en práctica con rapidez y supone enseguida una reducción considerable de la falta de disponibilidad de las máquinas, al mismo tiempo que disminuye los niveles de errores, incrementa la productividad y reduce los costes. Llevar un sistema estadístico y un control estadístico de procesos para verificar la evolución y regularidad en la evolución de las máquinas forma parte también del TPM.

### Producción uniforme
Para eliminar el desperdicio, los sistemas productivos JIT tratan de mantener un flujo de producción uniforme. Los cambios en la demanda final provocan fuertes variaciones en el ritmo de producción de la cadena de montaje final, que se trasladan multiplicadas a las células de producción de componentes. Las pequeñas variaciones en la demanda pueden ser absorbidas sin problemas por el sistema Kanban. Sin embargo, cambios más bruscos terminan provocando la acumulación de existencias o la necesidad de establecer horas extras para poder cumplir con los objetivos de producción. Una vía para reducir la incertidumbre pasa por mejorar los pronósticos de la demanda. Otra alternativa consiste en intentar equilibrar, en la medida de lo posible, la producción a lo largo del horizonte de planificación. No se trata de producir la misma cantidad de cada producto todos los días, sino de mezclar pequeñas cantidades de distintos productos en la producción diaria. Así se consigue producir algo de cada artículo todos los días, con lo que se responde mejor a las variaciones en la demanda. Se logra también estabilizar la producción de componentes, reducir los niveles de inventario y apoyar al sistema pull de producción.

### Calidad en la fuente y cero defectos
Para que el sistema JIT funcione adecuadamente, es preciso alcanzar niveles muy elevados de calidad. Las propias características del sistema promueven la elevación de los niveles de calidad. Así, la producción en pequeños lotes permite que los operarios detecten mejor los defectos e identifiquen sus causas. La meta es alcanzar el “cero defectos”, para lo que es preciso identificar los problemas de calidad en la fuente (también llamados rocas), resolverlos, y nunca dejar pasar un producto defectuoso. Con este fin, se traslada la responsabilidad sobre la calidad de los inspectores a los operarios, dándoles la potestad de ejercer jidoka, lo cual significa que tienen la autoridad para detener toda la cadena de montaje si se descubren problemas de calidad. Para promover el uso de esta facultad, todos los trabajadores tienen acceso a un interruptor que activa unas luces de emergencia o detiene el proceso productivo. Los problemas que surgen cada día se van anotando, y se reserva una parte de la jornada laboral al mantenimiento preventivo. Dedicar tiempo a planificar, formar, resolver problemas y mejorar el entorno del trabajo es clave para el éxito de la producción JIT.

### Redes de proveedores
Disponer de una red de proveedores dignos de confianza es vital para el sistema JIT.  Es necesario que los proveedores cumplan con exigentes requerimientos de calidad, y que se ubiquen en las proximidades de la empresa, para facilitar entregas frecuentes de pequeños lotes de partes o componentes. Una de las creencias más extendidas respecto a los sistemas JIT es que no eliminan la necesidad de mantener stocks, sino que solamente la desplazan hacia los proveedores. Esto solo es cierto si los proveedores no aplican también el sistema. Si lo hacen correctamente, pueden aprovechar las ventajas derivadas de una demanda estable y segura, de los avisos previos respecto a variaciones en el volumen de producción, de la asistencia en cuestiones de ingeniería y administración, y en general, de los beneficios que se derivan de las estrechas relaciones cliente-proveedor que caracterizan a la producción justo a tiempo. 
Algunas de las tendencias recientes de las políticas de los proveedores son:
1. Ubicarse cerca del cliente.
2. Emplear camiones pequeños, de carga lateral, y realizar embarques conjuntos.
3. Establecer pequeños almacenes cerca del cliente, o compartir los almacenes con otros proveedores.
4. Emplear contenedores estandarizados y hacer las entregas de acuerdo con un programa de entregas preciso.
5. Convertirse en un proveedor certificado, y aceptar cobrar por intervalos de tiempo en lugar de por entregas.

### Mejora continua
La producción JIT es un sistema práctico, surgido del intento de eliminar el desperdicio y simplificar la producción mediante la aplicación del método de prueba y error. El último de los elementos que lo caracteriza, la mejora continua, es el más definitorio de todos, porque el JIT es un sistema que persigue optimizar permanentemente los niveles de inventario, los tiempos de adaptación, los niveles de calidad, etc. Por lo tanto, se puede decir que la producción ajustada es un sistema que se encuentra en una situación de permanente evolución, esto es, de mejora continua.

### Kanban
Kanban (del japonés: kanban, usualmente escrito en kanji 看板 y también en katakana カンバン, donde kan, 看 カン, significa "visual," y ban, 板 バン, significa "tarjeta" o "tablero") es un término que es utilizado en el mundo de la fabricación para identificar unas tarjetas que van unidas a los productos intermedios o finales de una línea de producción. Las tarjetas actúan de testigo del proceso de producción.